# Miquel Casas i Augé
Miquel Casas i Augé, conegut també per Miguel Casas Augé (Barcelona, 30 de setembre del 1918 - Valencia -Veneçuela-, 31 de juliol del 2001) fou músic i compositor, és considerat el pare de l'acordionisme veneçolà.

## Biografia
A set anys començà a rebre lliçons de teoria, solfeig i piano del seu germà Josep Casas i Augé, i poc després s'incorporà al grup de veus blanques de l'Orfeó Català. Completà la seva formació musical al Conservatori del Liceu i seguint cursos de jazz a França. Durant la Guerra Civil va fer de músic militar; acabada la contesa, s'incorporà al Conservatorio de Nobles y Bellas Artes de San Eloy de Salamanca.
Després de tocar en diverses formacions musicals, el 31 de desembre de 1950 arribà a Veneçuela com a integrant de l'Orquesta Casino de Sevilla (nom que l'orquestra Els Fatxendes havia adoptat en la seva gira pel Nou Continent). Abandonà l'orquestra i s'establí a Valencia (estat de Carabobo): tocava el piano a Radio Valencia i, poc després, s'incorporà com a pianista i trombonista a l'orquestra de Channy Martínez. L'estabilitat econòmica li permeté fer venir la seva esposa Mercedes Nadal, amb qui s'havia casat el 1946 a Madrid, i amb qui tindria una filla, Virginia, el 1957.
Es dedicà a la formació musical, impartint classes de teoria, solfeig i harmonia a l'Escuela Sebastián Echevarría Lozano, i treballà al Conservatorio de la Sinfónica Carabobo i a l'acadèmia de música del col·legi de la Salle. Com a ampliació de la seva tasca pedagògica, creà diverses orquestres d'estudiants, com l'Orquestina de La Salle. El 12 d'octubre del 1964 fundà, amb dotze dels seus alumnes, el Club del Acordeón, al qual seguí vinculat la resta de la seva vida; la institució reivindicà l'acordió com a instrument "seriós" i és considerada la base de l'acordionisme veneçolà. Un dels seus alumnes fou l'acordionista Mario Pedone.
Al llarg dels anys portà a terme una vasta obra musical com a intèrpret, director i organitzador d'activitats musicals. Fou membre fundador de la Orquesta de Cámara de la Universidad de Carabobo (1963,), fundador i director de l'orquestra simfònica de Valencia i del Grup de Cambra Insieme, i subdirector de la Banda Sinfónica 24 de Junio de l'estat de Carabobo. Intervingué en la constitució de diverses formacions de música lleugera, com Casas y sus Satélites, el Quinteto Criollo de Paco Guillén i el Conjunto Buenos Aires (1970), en què feu de bandoneonista. Casas impulsà la música de jazz a Veneçuela, i una mostra en fou la fundació el 1966 del Quinteto de Jazz de la Universitat de Carabobo, que el 1998 esdevingué l'actual UC Jazz.
Compongué 88 obres, algunes de les quals, com els concerts per a Piano i Acordió o el poema simfònic El Cabriales, estrenades per l'Orquestra Simfònica de Carabobo.
En reconeixement de l'obra de Miquel Casas, el Club del Acordeón li dedicà el 1994 la seva formació musical, l'Agrupación Harmónica Miguel Casas Augé, i també donà el seu nom a l'Academia de Música Miguel Casas Augé.

## Obres
- El Cabriales, poema simfònic
- Catalanesca: la cançó del lladre, per a flauta i guitarra
- City concierto, poema simfònic dedicat a la història de Valencia
- Historia de dos ciudades, dedicat a Valencia i Salamanca
- Pequeña Suite, per a orquestra simfònica
- Sonata Breve para violoncello y piano
- Virginia, vals per a piano, dedicat a la seva filla